# Volvo F4/F6/F7
Volvo F4/F6/F7 — сімейство вантажних автомобілів виробництва Volvo Trucks, яке включає моделі з дозволеною повною масою від 12,0 до 17,5 тонн призначені для здійснення близькомагістральних перевезень, роботи в межах міста та передмісті  & .

## Опис
В 1975 році представили нові моделі «F4» і «F6», що виготовлялись бельгійським відділенням Volvo в місті Ренте. Автомобілі отримали кабіни «Клубу чотирьох» і 4-х і 6-ти циліндрові дизельні двигуни об'ємом відповідно 3,86 л (80 к.с.) і 5,48 л (120, 174 к.с.).

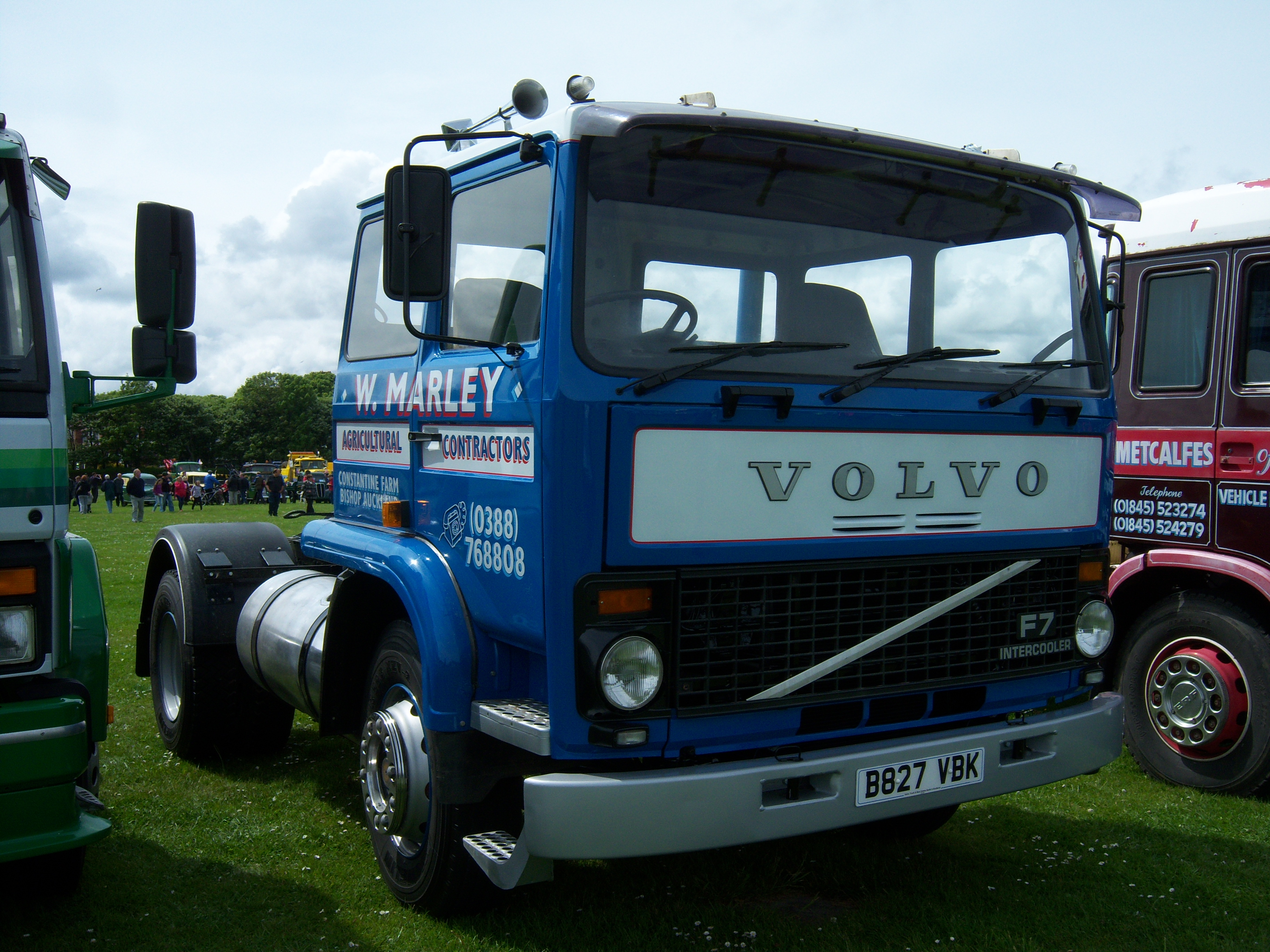
Volvo F7

В 1978 році серії Volvo F4 та F6 модернізували, модель Volvo F4 отримала ще один дизельний двигун 3,59 л (109 к.с.), а модель Volvo F6 отримала нову модифікацію двигуна 5,48 л (180 к.с.). В тому ж році дебютувала серія «F7 Miljo» повною масою 17,5 т, призначена в основному для міських перевезень. Вона отримала 6-ти циліндровий 6,7-літровий дизель «TD70» з наддувом потужністю 200/220/245 к.с. і автоматичну коробку передач Allison. Автомобіль цієї гами був визнаний «Вантажівкою 1979 року».
В 1980 році модель Volvo F6 отримала нові модифікації двигуна 5,48 л (147, 154 к.с.).
В 1985 році припинено виробництво Volvo F7.
В 1986 році припинено виробництво Volvo F4 і F6.